# برت پیتمن
برت پیتمن (انگلیسی: Brett Pitman؛ زادهٔ ۳۱ ژانویهٔ ۱۹۸۸) یک بازیکن فوتبال اهل بریتانیا است.